# Campeonato de Australia 1948
Lista de los campeones del Abierto de Australia de 1948:

## Individual masculino
Adrian Quist (AUS) d. John Bromwich (AUS),  6–4, 3–6, 6–3, 2–6, 6–3

## Individual femenino
Nancye Wynne Bolton (AUS) d. Marie Toomey (AUS), 6–3, 6–1

## Dobles masculino
John Bromwich/Adrian Quist (AUS)

## Dobles femenino
Thelma Coyne Long (AUS)/Nancye Wynne Bolton (AUS)

## Dobles mixto
Nancye Wynne Bolton (AUS)/Colin Long (AUS)
| Predecesor: 1947                                       | Abierto de Australia 1948 | Sucesor: 1949                         |
| Predecesor: Campeonato nacional de Estados Unidos 1947 | Grand Slam 1948           | Sucesor: Torneo de Roland Garros 1948 |

- Datos: Q2715179